# Erdmann-Auguste de Brandebourg-Bayreuth
Erdmann Auguste de Brandebourg-Bayreuth, né à Bayreuth le 8 octobre 1615 et mort à Hof le 6 février 1651, est un membre de la Maison de Hohenzollern et le margrave héréditaire (en allemand : Erbmarkgraf) de Brandebourg-Bayreuth.

## Biographie
Il est le septième des neuf enfants de Christian de Brandebourg-Bayreuth et de sa femme, Marie de Prusse (1579-1649). En fait, il est le troisième fils, mais le seul à survivre à l'âge adulte ; ses deux frères aînés, Georges Frédéric (1608) et Christian Ernest (1613 – 1614) sont morts longtemps avant sa propre naissance.
À Ansbach, le 8 décembre 1641, Erdmann Auguste épouse Sophie de Brandebourg-Ansbach (1614 – 3 décembre 1646), qui est aussi sa cousine (la fille de Joachim-Ernest de Brandebourg-Ansbach, frère cadet de son père). Ils ont un fils, Christian-Ernest de Brandebourg-Bayreuth (Bayreuth, 6 août 1644 – Erlangen, 20 mai 1712), qui devient le margrave de Brandebourg-Bayreuth. Erdmann Auguste lui-même meurt quatre ans après sa femme, âgé de trente-cinq ans, au milieu des préparatifs de son mariage avec Sophie-Agnès de Mecklembourg-Schwerin. Parce qu'il est décédé avant son père, son fils Christian Ernest devient margrave de Brandebourg-Bayreuth, en 1655.